# طالبية بالهواري
طالبية بلهواري (13 أكتوبر 1962 وجدة، المغرب) نائبة عن الحزب الاشتراكي في البرلمان الفيدرالي البلجيكي منذ 2004. وصلت صغيرة جدا مع والديها إلى بلجيكا.

## وصلات خارجية
- موقع البرلمانية طالبية بلهواري